# 太陽戦隊サンバルカン
『太陽戦隊サンバルカン』（たいようせんたいサンバルカン）は、1981年2月7日から1982年1月30日まで、テレビ朝日系列で毎週土曜18:00 - 18:30（JST）に全50話が放送された、東映制作の特撮テレビドラマ、および作中で主人公たちが変身するヒーローの名称。「スーパー戦隊シリーズ」第5作にあたる。

## 概要
『秘密戦隊ゴレンジャー』から連綿と受け継がれたコミカルな痛快活劇を中心としつつも、宇宙からの侵略者と手を組んだ悪の機械人間軍団に人間の英知と勇気、そして正義と友情、愛の心で立ち向かう主人公たちの地球人類の未来を賭けた戦いをハードかつドラマチックに描いた。本作品の放送時にはすでに書籍資料で「スーパー戦隊」という表現が使われているのが確認でき、『秘密戦隊ゴレンジャー』から数えて5作品を「スーパー戦隊シリーズ」と銘打ち、各作品の特色を比較した特集記事などが児童雑誌などで掲載され、広く一般にもこれらがシリーズ作品であると認識され始めた。
主役側の基地周辺関連ロケ地は、シリーズ前半の基地が群馬サファリパーク、シリーズ後半の基地では城ヶ崎海岸をロケ地としている。

### 特徴
本作品は、戦隊チームが男性3人のみで構成されており、女性メンバーが1人も存在しないことが最大の特徴である。この設定の意図は、基本を踏襲しつつマンネリ化しないように前作から人数を少なくさせることで強い印象を生み出して予防線を張り、そして陸・海・空の三軍の代表の兵士という設定を反映させるためである。人数の減少によりアクションはよりスピード感を増し、連携技も多用するなど、シリーズの基礎が確立された。しかし、女性メンバーの不在に対しては、放映当時から女児層をはじめとした視聴者から女性メンバーの復活を望む声が多数寄せられた。そのため、次作『大戦隊ゴーグルファイブ』では女性メンバーが復活した5人構成となり、以後のシリーズにも男性メンバーのみの作品は存在しない。
本作品ではヒーローの個性を印象付けるためシリーズで初めてヒーローのモチーフに動物が用いられた。陸海空の中で最も強い動物であるワシ、サメ、ヒョウが選ばれ、それらのイメージを強く押し出すため、主題歌の歌詞にも入れられている。そして、決定されたモチーフの動物に合わせて色も設定され、青と黄色のほかに、視認性が高く、遠くからでも人気しやすく、他の色に比べて際立って強く、男女共通して圧倒的に好きな色である赤が選ばれ、以降の作品でも戦隊の中心になるのは赤となっている。また、サンバルカンロボは戦隊シリーズ初の複数のメカが合体して完成するロボットであり、2代目バルイーグルは戦隊シリーズ初の「刀剣をメイン武器にしたレッド」である。本作品以降、「刀剣を個人武器とするのはレッド」という傾向が多く見られるようになる。東映プロデューサーの吉川進や鈴木武幸は、本作品がシリーズの基礎を確立したと評している。
そのほかの特徴として、前作『電子戦隊デンジマン』のラストで姿を消した敵役・ヘドリアン女王がブラックマグマの手によって復活した、という設定で引き続きレギュラー出演したことが挙げられる。ヘドリアン女王が本作品の作中でデンジマンやバンリキ魔王のことに言及するほか、嵐山長官がデンジマンやデンジ星人のことも詳しく知っていることが語られるなど、『デンジマン』と『サンバルカン』が同じ世界のストーリーであることの表れの1つである。また、『デンジマン』の項目でも述べられているように、デンジマンに変身して戦った5人がカメオ出演する案もあった。作品ごとに世界観をリセットするスーパー戦隊シリーズにおいて、クロスオーバー企画以外の続編が作られた唯一のケースである。もっとも、当初から続編を作ろうという試みがあったわけではなく、へドリアン女王役の曽我町子の演技を高く評価した東映プロデューサーの吉川が、引き続き彼女が活躍できる場を作ったというのが実情である。
サンバルカンのリーダーであるバルイーグルは、物語中盤においてNASAに「パイロットとしての技量を見込まれ、転任する」という設定で交代している（詳細は#バルイーグルの交代に関してを参照）。それと平行して敵組織ブラックマグマでも、「前線司令官を務めたゼロワンが戦死した後に新たな女幹部アマゾンキラーが現れる」という交代劇が描かれている。プロデューサーの鈴木武幸は、「ゼロガールズだけでは手詰まりになり、これくらいの設定変更をしなければ番組が一年間はもたないという危機感があった」と語っている。ほかにも矢沢助八や松田姉妹の登場や、サンバルカンロボの技である「太陽剣オーロラプラズマ返し」の演出強化など、中盤で投入された新要素は数多い。
番組終盤では『デンジマン』同様に敵組織の内紛が描かれたが、終盤でベーダー一族の中の異分子であるバンリキ魔王が混乱を巻き起こす前作に対し、本作品ではヘルサターン・ヘドリアン・イナズマギンガーが三つ巴の抗争を繰り広げており、作劇面での深化を見せた。これ以降のシリーズ作品でも、敵側のドラマに重点が置かれた作品が多くなっている。
決定名称の「サンバルカン」の由来は、「サン（太陽）」＋「バルカン（ローマ神話の火の神）」である。企画当初の名称は単に「バルカン」だったが、この名前は化粧品などですでに使われていたので、商標を登録するためには前か後に語を足す必要が生じ、当時のスポンサーだった後楽園スタヂアムのマークから「太陽」を取り入れたという経緯がある。また、「サン」にはヒーローの人数である「3」が、「バルカン」には連射機関砲であるバルカン砲や歴史上しばしば動乱の舞台となったバルカン半島の激しいイメージが込められている。
東映とマーベル・コミックとの契約作品は本作品が最後となったが、マーベル・コミックをモチーフにしたキャラクターは、まったく設定されていない。
シリーズが定着したことから、本作品の企画は早期に進められ、番組序盤では制作が遅れ気味であった前作とは別班体制で制作された。
プロデューサーの吉川は、アメリカから海外版制作のオファーがあったが実現には至らなかったことを証言している。

### その他
敵キャラであるゼロガールズは撮影時もオフでも演者同士の仲がかなり悪く、ヘドリアン女王役の曽我もその仲の悪さにかなり手を焼いていたという。途中から登場したアマゾンキラー役の賀川は曽我からゼロガールズのまとめ役も依頼されたが、賀川も「自分でもダメだった、ゼロワン役の方も苦労されたと思います」と後に語っている。また賀川によると監督からゼロガールズの一部の演者を降板させる話が出ていたらしいが、賀川の尽力により降板にはいたらなかった。しかし賀川は最後までゼロガールズの演者たちの不仲に悩まされたという。ゼロワン役の北川は脚本の構成上、途中降板することが最初から決まっていたので、賀川もそれを承知の上でアマゾンキラー役を引き受けたという。また賀川はゼロガールズたちの仲の悪さが不思議で仕方が無かったとも語っている。

## あらすじ
地球征服を企んだベーダー一族はバンリキ魔王の反乱と電子戦隊デンジマンの活躍により倒された。だがほどなくして北極に本拠を置く機械帝国ブラックマグマが世界征服を目指して動き始め、火山国である日本の地熱を狙って日本への侵略活動を開始した。
これに対抗すべく、サミットは世界最高水準の軍事力と国家権力を有した直属の特殊軍隊・地球平和守備隊（正式名称・“Guardians of World Peace”）の設立を決定。同部隊の中から選抜されたメンバーによる特殊部隊の結成を満場一致で決議した。嵐山大三郎が率いる彼らこそが太陽戦隊サンバルカンである。サンバルカンは華麗な陸・海・空の動物的アクションと巨大メカサンバルカンロボなどを駆使してブラックマグマとの戦いを展開する。

## 登場人物

### 太陽戦隊サンバルカン
集合時の名乗りは、「輝け! 太陽戦隊サンバルカン!!」。
サンバルカンに変身する主人公たちの下名は演じた役者本人と同じ名前だった。これは企画書段階で太陽戦隊の役名がそれぞれ「大鷲太郎・豹次郎・鮫島三郎」であり、これではつまらないと思った吉川進の判断で変更された。
このことは俳優陣にはすぐに伝えられなかったため、スチール撮影会の現場で、自分の名前を織り込んだ役名を突然、呼ばれた川崎や杉は驚愕したという。
豹と美佐が学校に潜入するために教育実習をした際は「小林朝夫」「根本」と出演者の実名をそのまま偽名として使っていた。
大鷲 龍介（）
元・地球平和守備隊の空軍将校。25歳。東都大学ロケット研究所の滝本所長に師事していた。
航空学に秀でており、飛行機の操縦はプロ中のプロで名前の如く「空を飛ぶために生まれてきたような男」。
寡黙だが軍人らしく、真面目な性格で洞察力に優れ、的確なリーダーシップを発揮。巧みな変装術も身に着けている。
第23話で、NASAのスペースコロニー開発計画の設計メンバーとして招集され、スペースシャトル操縦士を拝命。空軍将校時代の同期で盟友の飛羽にバルイーグルを任せ、アメリカへ旅立った。
サンバルカン体操を行うシーンも劇中で何度か描かれたが、素顔で体操を行ったのは1回限りである。

飛羽 高之（）
元・地球平和守備隊の空軍将校で、大鷲とは同期で盟友。25歳。
平和守備隊時代はヘリコプターのパイロットを務めており、飛行機の操縦の腕前も大鷲に匹敵するほど。
第23話より、大鷲の後任として、サンバルカンの一員になった。
非番のときは剣道の師範を務める剣の達人であり、日ごろから鍛錬を欠かさない。不撓不屈の精神力の持ち主で、周囲に明るく振舞っている。
任務遂行も真剣に取り組み、鮫島や豹が事件を本気にしなくても単身で調査に乗り出したりする。ミイラモンガーに囚われた際には嵐山が交換要求の裏をかいた後に、相手を口車に乗せて脱出している。
サンバルカン体操を行うシーンも劇中で何度か描かれたが、素顔で体操を行ったのは大鷲と同様、1回限りである。
ブラックマグマ壊滅後は原隊に戻り、ジェット パイロットの教官となった。
剣の達人という設定は演じる五代高之が剣道三段の腕前であったことから、東映プロデューサーの吉川進によって提案されたものである。
2012年放送の『海賊戦隊ゴーカイジャー』第49話、最終話にゲスト出演。立派な肩章の付いた制服を着用しているため、演者の五代高之は「地球平和守備隊でも、かなり上のポジションに就いた」と推測している。
バルイーグル
大鷲龍介および飛羽高之が変身するワシの能力を持つ戦士。スーツカラーはレッド。
パンチ攻撃や飛行攻撃を得意とし、2代目は日本刀による秘剣技を用いる。
名乗り時は初代イーグルが片足と右手を上げて、カタカナの「イ」の字のポーズを取るのに対し、2代目イーグルは低い体勢で右手を大きく振り上げる。

鮫島 欣也（）
元・地球平和守備隊の海軍将校。23歳。海を愛する男であり、海洋学者でもある。マリンスポーツが得意。
考古学者の父らとともにかつてアフリカに住んでいた時、その両親と弟の勝を戦争で亡くしたため、平和を乱す暴力に対して憎悪を持っている。自ら志願して、サンバルカンの一員になった。
基本的には明るい性格だが、寡黙にギターを弾く、クールな面も持つ。出身大学では小坂教授に師事していた。水から水素エネルギーを取り出す、ユージオ電解装置の開発者・中尾博士とも親交がある。
ブラックマグマ壊滅後は研究室に戻り、海洋学の研究を再開した。
バルシャーク
鮫島欣也が変身するサメの能力を持つ戦士。スーツカラーはブルー。
水中戦を得意とし、空中からの攻撃も可能である。サメのように水中では無敵で水中だけでなく、地上戦でも突進攻撃を仕掛け、腕のパワーも凄い。

豹 朝夫（）
元・地球平和守備隊のレンジャー部隊将校。19歳。飛騨の実家では、林業を営む父、朝太郎と2人暮らしだった。
女性には甘い明朗な性格の持ち主で、驚いた時などには「ひょひょーっ」と奇声をあげる。美佐からはたまに、この口癖で呼ばれている。
細身の体に似合わず、大食漢で、スナックサファリのカレーライスを食べる場面が劇中では頻出した。助八が未熟な腕で作るカレーには辟易し、ビフテキや天丼を食べたがることもあった。
犬が苦手なことから、シーシーのことも怖がっている。
俊足の持ち主でもあり、どんな絶壁でも軽々とこなす身軽な運動神経を持っているがかなづちで、剣の扱いはその達人である飛羽や鮫島に揶揄されるほどのど素人。
ブラックマグマ壊滅後は父の仕事を手伝うことを決意。地球平和守備隊を退職して帰郷した。
- 『秘密戦隊ゴレンジャー』のキレンジャー同様、「イエローはカレーが好き」というイメージに合ったキャラクターだが、それに該当するのは彼らのみで、名称にはイエローが付いていない。

バルパンサー
豹朝夫が変身するヒョウの能力を持つ戦士。スーツカラーはイエロー。
身軽さと力技が特徴で、崖登りや地中移動も可能である。ヒョウのような怪力と敏捷さを併せ持ち、回転技を得意とする。

### 地球平和守備隊
嵐山 大三郎（）
太陽戦隊の長官。ロボット工学の権威であり、サンバルカンロボも彼の設計によるもの。
祖先は忍者であることが、第24話で判明している。
戦略家としても科学者としても一流で、デンジ星人など様々な分野の知識に精通している。
世を忍ぶ仮の姿として、喫茶店スナック サファリを営んでいるがマスターとしての料理の腕前も一流で、50種類のスパイスを混ぜ合わせ、3日がかりで作っているという、サファリカレーが名物となっている。
ベーゴマや竹とんぼを使った遊びも上手く、長官としての冷静沈着な振る舞いとは異なる明るい面を見せ、町の子供たちからの人気者だった。植物学者の植村博士とは互いに家族ぐるみで親交があった。
最終決戦ではバルカンスティックで、全能の神を倒した。
ブラックマグマ壊滅後は美佐の婿探しをすることにした。

嵐山 美佐（）
嵐山の一人娘で、太陽戦隊の秘書兼通信係を務める。
自らを戦士の一員と自負しており、第29話では、白バラ仮面として登場。得意なフェンシングで戦った。
仮の姿として、普段はスナックサファリのウエイトレスを務めている。
水泳が得意で、スレンダーなビキニの水着姿を何度か披露していた。ローラースケートは不得手。
植物学者の植村博士とは互いに家族ぐるみで親交があった。友人は海女の波子、ファッション モデルのゆかりなどがいる。
第8話と最終決戦では敵に囚われるが、いずれも無事に救出されている。
ブラックマグマ壊滅後に飛羽、鮫島、豹から同時に求婚されるが回答を保留している。

シーシー
美佐が飼っているペットの犬。見た目こそ普通の犬だが、実はサイボーグ犬という設定となっており、人語を解し喋ることも出来るが、その言葉遣いは少々乱暴である。
犬が苦手な豹に対しては強気に出る。動物への仲間意識が強い。

### 関係者
矢沢 助八（）
第23話から登場。通称 助八どん。スナックサファリにコック見習いとして雇われたが料理の腕は今一つ。あんみつが好物。
明朗で滑稽な性格の持ち主で軽はずみな面もあるが場を和ませる、ムードメーカーでもある。嵐山たちが終盤、店を空けるようになってからは一人で店を切り盛りした。
彼は嵐山、美佐、飛羽、鮫島、豹の正体については何も知らされていないが、彼らがサンバルカンではないかと疑ったことは何度かある。
坂井 次郎（）、秋野 正男（）、小川 まり（）、松田 エミ（）、松田 ルミ（）
スナック サファリの常連客である小学生。
店によく顔を出す大鷲たちがサンバルカンであることは知らなかったが、第16話で知ることになる。
松田姉妹は第23話から登場している。

## サンバルカンの戦力

### 武器・装備
サンバルカンの装備は太陽光を変換したプラズマエネルギーが用いられている。
ブレスレット
サンバルカンの3人が右腕に装備している変身用ブレスレットで、通信装置。それぞれのメンバーのモチーフとなる動物のレリーフが施されている。個人のコードネームまたは「サンバルカン！」の発声で、バルカンスーツが射出され、サンバルカンへの変身を完了する。
各レリーフは取り外し可能で、初めてスナックサファリに集合した3人は、嵐山が用意した装置にレリーフをセットすることで基地への案内装置が作動し、秘密通路を通って基地へと向かった。
バルカンスーツ（別名・バル強化服、サンバルカンスーツ）
サンバルカンが用いる強化服。どんな砲弾を受けてもその衝撃を吸収するSA繊維、どんな高熱にも耐えるファイヤーベスト、どんな薬品にも溶けないハイパワー繊維などの多重構造となっている。優秀な強化服ではあるが、激しい損傷を受けると爆発する。スーツには動物の能力が反映されており、バルイーグル用は鷲を初めとした鳥類、バルシャーク用は鮫を初めとした海洋生物、バルパンサー用は豹を初めとした猫科陸上動物が用いられている。頭部には各自のモチーフの動物のレリーフがある。予備のスーツも存在し、スーツが破壊された場合は、新しいバルカンブレスをジャガーバルカンのケースミサイルで届ける。
デンジマンの技術を元に作られたとも言われ、装着シーンもデンジマンのものと酷似している。
バルカンスティック
右腰のホルスターに収納されている戦闘用のスティック。打撃のほか、ショックを与えたり、先端から通信機を発射したり、柄の太陽マークから光線を発したり、メンバーごとに先端のパーツを変化させることでアームやナイフになり、火炎や水流を放射したり、地割れを起こしたりできる。主に戦闘参加への前振りとして機械生命体に投げつけてサンバルカンが登場というパターンで用いられた。変形機能もあり、2代目イーグル用の日本刀や全員用のバットに変形した。最終回では、嵐山が用いて全能の神を仕留めた。
バルカンボール
サンバルカンの必殺武器である三色のボール型爆弾。バレーボールの形状をしている。イーグルが「ワン！」でキックサーブ→パンサーが「ツー！」でレシーブ→シャークが「スリー！」で空中トスを上げつつスイッチを入れていき、イーグルの「クロス！」の号令でシャークとパンサーが肩を組み最後にイーグルが2人を踏み台に飛び越えて太陽が輝いてるのをバックに「アタック！」でスパイクし、ボールが機械生命体に当たると爆発する。第15話よりサッカー方式のパス・シュートに変わり、手順はシャークとパンサーがボールを投げてイーグルが「ワン！」で空中キックパス→パンサーが空中でボールを両足に挟みバック転を繰り返してから「ツー！」で投げる→シャークが「スリー！」で空中ヘディングパス→最後にイーグルが空中月面宙返りを繰り返してから太陽が輝いてるのをバックに「アタック！」でシュートを決めるに変更した。第39話からはボールに変形機能が備わり、玉乗りサイズに巨大化して乗らせる、仕込み式の超音波探知ミサイルを発射、ライターで尻尾を燃やす、玉入れカゴを頭に突っ込ませての口からの爆弾発射を封じる、消火器型爆弾になった。
ニューバルカンボール
イナズマギンガーにバルカンボールを破られたため、新たに開発された新必殺武器。3つのラグビーボール型強化爆弾を「レディーセット！」でセットして蹴り上げ、更に「トリプルクロス！」の掛け声とともに空中でボールをパンチして合体、三色のトゲ付きボール爆弾に変化させた後に空中でパンサーが「ワン！」でキックパス→シャークが「ツー！」でダブルパンチ→イーグルが空中月面宙返りを繰り返してから太陽が輝いてるのをバックに「アタック！」で飛び蹴りを決めて爆発スイッチを解除、臨界状態から機械生命体の目の前で爆発して倒す。威力はバルカンボールの2倍で、戦車を一撃で大破させる威力を誇る。第49話でこちらもイナズマギンガーのイナズマバリアーによって破られるが、再戦ではイナズマバリアーの5秒間無敵を利用してイーグルの飛び蹴りから更に3人で太陽が輝いてるのをバックに蹴り飛ばしてイナズマバリアーの解除と同時に当てる時間差アタックでイナズマギンガーに致命傷を負わせた。
バルカンアイ
ゴーグル部分に装備された透視スコープ。バルカンアイズームで望遠、バルカンアイシースルーで海底の物体も透視可能で、併用することも可能。
バルカンイヤー
10キロメートル先の針の落ちる音も聞き取れる。

### 個人技
バルイーグル
剣
2代目イーグルの使う日本刀。バルカンスティックを変形させたもの。刀に空気中の静電気を集め、メカを狂わせ倒す飛羽返し（）、その強化版の新飛羽返し、敵を素早く十字に切り裂く秘剣流れ十文字、ジャンプして空中回転しながら急降下斬りを決めるイーグル回転斬りなどの技がある。
『海賊戦隊ゴーカイジャー』の第49話と『特命戦隊ゴーバスターズVS海賊戦隊ゴーカイジャー THE MOVIE』ではゴーカイレッドが豪快チェンジしたバルイーグルが飛羽返しを使用した。
イーグルファイヤー
バルカンスティックから火炎を放射する。
電撃稲妻走り
刀を地面に突き刺し、電撃を放出する。複数の敵に有効。
太陽電撃剣
バルカンスティックを地面に突き刺し、敵に向かって火花をスパークさせる技。剣を使うパターンもある。
イーグルフラッシュ
刀を垂直に構え、電撃状の光線を放つ。40話で使用。
イーグルウイング
両腕を広げ、鷲が飛ぶかのように敵に向かって飛び込む。
太陽パンチ
イーグルウイングから繋いで使用する技。両手を広げて、左右から打撃を決める。
イーグルダイビング
太陽で目をくらませながらジャンプして頭から飛び込むように敵に体当たりする。
スカイイーグル
空を飛びながら敵を蹴散らす。
イーグルキック
空から両足でドロップキックを食らわす。

バルシャーク
シャークウォッシャー
バルカンスティックから金属を溶かす腐食液を噴射する。
シャークジョーズ
両腕を前に突き出し、鮫が相手をかみ砕くかのように両腕で相手の頭を鮫のあご（ジョー）のように上下左右からはさんで攻撃する。マシンマンのみならず機械生命体にも有効だが、レスラーモンガーには効かなかった。
シャークタイフーン
空中きりもみ回転しながら頭から体当たりする。
シャークダイビング
海や川に飛び込み、水中から敵に奇襲をしかける。
シャークローリング
地面に横たわって全身を回転させながら突進し、敵の足を払う。
スカイシャーク
グライダーのように滑空して敵を蹴散らす。
ジョーズアタック
敵を体当たりで跳ね飛ばす。別名・シャークアタック。スカイシャークの後に使うこともある。
水面蹴り
敵の足元を狙う技。

バルパンサー
パンサーギャラクシー
バルカンスティックを地面に突き刺し、地割れを起こす。
パンサークロー
豹の手のように曲げた両手でパンチを連打する。
ローリングパンサー
高速でバク転しながら体当たりする。
パンサー投げ
2人の敵の間でバック転し、その勢いを利用して投げ飛ばす。
パンサーボンバー
敵に飛びかかっての必殺パンチ。
パンサーもぐら
両手で地中を掘り進む。3人で使用したこともある。
スカイパンサー
空中に飛び上がる。
パンサー将棋倒し
数人のマシンマンを、将棋倒しの応用でまとめて倒す。
パンサーキック
第16話で使用。ロープにぶら下がって奇襲をかける。

### 合体技
太陽ジャンプ
太陽が昇るのを背景にシルエット状態の3人が左右前方から交差するように同時回転ジャンプをする。主に各話の終盤にかけての戦闘時の名乗り前に行う。
太陽キック
3人が空中で横に並び、同時に飛び蹴りを繰り出して、最後に回転してドロップキックを放つ。一人ずつ連続で蹴るパターンもある。太陽ジャンプを3回行ってから放つ3段飛びキックというバリエーションもある。後半はトリプルアタックが破られた後で使われることが多かった。また終盤の強力な機械生命体には通用しないこともあった。
太陽シャワー
太陽スパークや太陽フラッシュとも呼ばれる。バルカンスティックを合わせて閃光を放ち、敵の目を眩ます。集団催眠にかかった人々を元に戻すことも可能。
バルカンスティック3段叩き
3人で一斉にバルカンスティックで殴りつける。
バルカンスティック3段打ち
3人のバルカンスティックを合わせてエネルギーを溜め、一斉に投げつける。バルカンスティックでも破壊できないペッタンモンガーの仮面を破壊した。
サンバルカン合体剣
3人で櫓を組み、バルカンスティックの先端を合わせて光線を放つ。実体のない敵にも有効で、ノロイモンガーの亡霊たちを退け、亡霊の世界から脱出したこともある。
バルカンシュート
3本のバルカンスティックを地面に突き刺して電撃を走らせる。
スカイジェッター
ジャンプして、イーグルウイング、シャークジョーズ、パンサークローの3つを連続で決める。似た技として、スカイイーグル、シャークジョーズ、パンサークローの3つを連続で決めるアニマルアタックもある。終盤ではトリプルアタック、太陽キックが破られた後で使われていた。
スクラムハリケーン
3人が背中合わせになって回転し、その風圧で敵の攻撃を跳ね返す。
トリプルアタック
イーグルダイビング、シャークタイフーン、ローリングパンサーを連続で放つ。後半の強化された機械生命体には通用しないことが多かった。
トリプルタックル
3人同時に敵にタックルし、何度も殴りつける。イソギンモンガーに使用。
トリプルキック
3人同時にジャンプして、宙返りから飛び蹴りを放つ。
サンバルカンもぐら叩き
3人がバルカンスティックを変形させたハンマーを持ち、地中から出てきた敵の頭を殴る。アルマジロモンガーに使用。
スクランブルステップ
足踏みをして地響きを起こす。第14話で地中に潜ったマシンマンに使用。
ストロボアタック
3人で並んで敵に向かって消えたり現れたりしながら突進し、1人ずつバルカンスティックで攻撃する。チャガマモンガーに使用。

### 基地・メカニック
太陽戦隊基地
サンバルカン本部。サファリパークの地下に隠されており、スナックサファリや地球守備隊基地とも繋がっている。内部には高性能通信機や策敵システム、解析装置まで備える司令室や、各メカニックの格納庫などがある。第23話でオオダコモンガーの襲撃を受けて破壊された。
バルカンベース
太陽戦隊基地が破壊された後の新しい基地。岬先端の地下にあり、ジャガーバルカン発進時には地上に姿を見せる。基地内プールの設備なども前基地を踏襲しているが、こちらではそこに基地へ侵入してくる敵を誘導・撃退する仕掛けが忍ばせてある。高い防衛力を持つ。劇中での呼称は「バルカンベース」のまま変わっていない。基地の大きさはジャガーバルカンが小さく見えるほど巨大。

サンドバルカン
バルイーグルのジープ形スーパーカー。最高時速500キロメートルで、北極を走破可能。レーダー、ホーミングミサイル、急停止装置、自動車電話を搭載。第40話では運転練習を行うシーンが描かれた。ナンバーは、「品川58と96-65」。
- ベース実車はミニ・モーク。

シャークマシーン
バルシャークのバイク。非武装で、水上も走れたり、荒地などの走行に向いている。カラーリングは銀色。最高時速400キロメートル。
- ベース実車はスズキ・GSX400。

パンサーマシーン
バルパンサーのバイク。非武装で、ジャンプ力が優れている。カラーリングは緑。最高時速400キロメートル。
第38話では、サンバルカンにしか探知できないSOS信号バルカンオキシダントを排気ガスに混ぜて排出した。
- ベース実車はスズキ・TS250。

ジャガーバルカン
コズモバルカンとブルバルカンを格納して運ぶ巨大母艦。前部発進口に動物のような顔を持ち、目と口で表情の変化を見せ、展開して鋭い牙でかみつく攻撃も行う。
操縦はコズモバルカンおよびブルバルカンのコックピットから行う。
通常の武装は2門のミサイル砲、救助用クレーン、バリヤー破壊ビーム、バルカンスーパーミサイル。劇場版ではジャガーかみつき・ジャガーパクリ戦法などの技も披露した。
- ミニチュアは2メートル大のものが制作された。実際にコズモバルカン・ブルバルカンの2尺サイズのミニチュアを格納することができる。

コズモバルカン
バルイーグルが操縦するデルタ翼を持つ大型戦闘機。宇宙空間を航行することもできる。武器はロケット砲、レーダーや毒ガス探知機などを装備している。赤外線航空写真を撮ることができ、空からの敵の基地の捜索にも用いられる。第48話ではイナズマギンガーに捕らわれていたバルイーグルの代わりに、バルシャークが操縦した。劇場版では自動操縦で浜名湖にいるイーグルのもとに向かった。
操縦席は基本単座だが、第50話では嵐山長官、劇場版では助けた姉弟を載せるために複座になっており、イーグルは左側にずれると同時に操縦桿も左側についていた。
サンバルカンロボの両手と脚部以外の部分全てを形成。
武装は2門のバルカン砲。
- 当初は「コスモバルカン」だったが、玩具名称の決定とともに劇中でも16話から、コズモバルカンに変更された。
- ミニチュアは、2尺サイズと3尺サイズが存在し、前者は合体シーンなどに用いられた。後者は、1993年の時点でロボットに合体するメカのものとしてはシリーズ最大であったと評されている。

ブルバルカン
バルシャーク、バルパンサーが操縦する重戦車。戦闘だけでなく、救助活動にも用いられる。2人乗りだが、コクピットは別々にある。
第48話では、バルシャークがバルイーグルの代わりにコズモバルカンを操縦していたため、バルパンサーが単独で操縦。
サンバルカンロボの脚部と両手を形成。両手はロボの足首となる底部に収納されており、コズモバルカンとの連結後に底部（ロボのかかととなる部分）から射出される。合体時には脚の内部にキャタピラが収納される。
武器はミサイル、チェーン、バルカンクレーン。
- ミニチュアは、2尺サイズと3尺サイズが存在する。

サンバルカンロボ
コズモバルカンとブルバルカンが合体した巨大ロボット。嵐山長官によって設計、建造された。バルイーグルの「合体 グランドクロス」の合図後にコズモバルカンとブルバルカンが合体。バルイーグルの「チェンジ サンバルカンロボ」の合図で両腕に拳を装着し、合体完了する。合体は手動操縦で行われており、訓練を経た3人の呼吸を合わせる高度な技術を要する。そのため、バルシャークが重傷を負っていた第20話において、一度は合体をミスする描写も見られた。また、第48話ではイナズマギンガーに捕らわれていたバルイーグルの代わりに、バルシャークが合体コールを行ったこともある。装甲は超硬金属バル鉄鋼製。太陽光を変換したプラズマエネルギーを動力源に戦う。宇宙空間を航行することも可能。
- ポピーのDX超合金のパッケージ表記は「太陽合体サンバルカン」。戦隊ロボの玩具では唯一、「世界の超合金」の表記が入っている。これは当時、ポピーが超合金玩具を各国に輸出していたためである。
- サンバルカンロボのボディは青を基調としているが、初期デザイン画では黒く描かれていた。同時期のポピーの商品『DX超合金・未来獣合体ゴライオン』もメインメカの胴体色が黒いロボットだったので、競合を避けるために青へと変更されたと思われる。
- スーツはアップ用・アクション用とも高下駄構造で造形されており、アニメ風のスタイルを強調している。後年ではこの手法は、2体以上のロボットが合体する超巨大ロボットに用いられることが多い。

装備
太陽剣
サンバルカンロボの主装備。全長25メートル・重量20トン。地面に突き立てて光線を走らせることも可能。登場バンクは前期（第1話〜第24話）と第41話では額の太陽戦隊マークから出現していたが、後期（第25話以後、第41話を除く）は空中に現れたオーロラが集まって実体化される形に変更された。刀身に「太陽剣」の銘、柄に「SUN VULCAN」の表記が刻まれている。
バルシールド
打撃武器としても使用される周囲に回転刃の付いた盾。直径20メートル・重量30トン。
バルトンファ
主にバルシールドとセットで使用するトンファー。全長5メートル・重量10トン。
バルハンド
全長200メートルの鎖が付いたマジックハンド。
バルカン砲
両腕に備えられている銃器。
技
太陽剣・オーロラプラズマ返し
頭上で一回転させて虹色の光を発生させた後、太陽剣で敵を斬るサンバルカンロボの必殺技。プラズマエネルギーは太陽の光によってチャージされるため、日食の時には使用できない。大鷲編では横に切断。飛羽編からは縦斬りのバンクができ、従来の横斬りに加え、縦斬り、二つのバンクを組み合わせた十字斬りとなり、十字斬りが多用された。イーグルが最初に技名を呼称、続いてシャーク、パンサーが「オーロラプラズマ返し」と復唱し、最後にサンバルカンロボ自身が復唱して敵を斬る。バラモンガー、サターンモンガーとの初戦ではかわされてしまった。
バルカンビクトリー
胸から放つV字型光線。バルカンサンの別名を持つ。
ファイヤーパンチ
両拳を炎で燃やし、破壊力を上げて放つパンチ。
鉄拳モグラたたき
バルイーグルの操縦席にある右上のスイッチレバーを手前に引くことで右手を巨大化させて敵を叩くパンチ技。ゴキブリ叩きやモンガー叩きとも呼ばれた。
太陽スクリュー
額の太陽戦隊マークから放つ渦状光線。シノワナモンガー戦においては、同じ部分から放つ熱線を太陽剣に反射させた。
バルカンフラッシュ
目から放つ閃光。透視光線のバルカンフラッシュシースルーにもなる。
太陽クロス
バルトンファと太陽剣を交差させて放つ技。十字架を弱点とするサターンモンガー戦で使用する。
プラズマハリケーン
全身からプラズマエネルギーを放つ。第48話で操縦席に侵入したイナズマギンガーを強制排除した。

スペック
| 名称             | 全長                    | 重量              | スピード                                                                        | 出力               |
| ---------------- | ----------------------- | ----------------- | ------------------------------------------------------------------------------- | ------------------ |
| ジャガーバルカン | 150 m[出典 46][注釈 35] | 50,000 t[出典 47] | - マッハ8（飛行）[出典 47] - 680 km/h（走行）[出典 48] - 270 kt（水中）[56][57] |                    |
| コズモバルカン   | 30 m[出典 49]           | 1,300 t[出典 49]  | マッハ12[出典 49]                                                               | 200万馬力[出典 48] |
| ブルバルカン     | 37 m[出典 46]           | 3,200 t[出典 46]  | 走行速度：580 km/h[出典 46]                                                     | 300万馬力[56][57]  |
| 名称             | 全高                    | 重量              | スピード                                                                        | 出力               |
| サンバルカンロボ | 50 m[出典 41]           | 4,500 t[出典 50]  | 飛行速度：マッハ10[54][56][57]                                                  | 500万馬力[出典 44] |

## 機械帝国ブラックマグマ
ベーダー一族壊滅後に現れた北極海の氷の奥深くの要塞 鉄の爪を拠点とする機械生命体の帝国。邪悪な黒い太陽神を信仰し、メカ人間による世界支配を目論む。
強大な科学力と冷徹な作戦行動で、世界各地で異常気象や超常現象などのテロの嵐を吹き荒れさせた。機械生命体はマグマエネルギーを動力源としており、そのためにマグマが豊富な火山国・日本を第一攻撃目標とした。
各キャラクターの身長・体重などの設定はない。
ヘルサターン総統
ブラックマグマのリーダー。黒い仮面と黒服をまとい、黒い杖を持った怪人物。
その正体は機械人間で、ずっと機械帝国の最高権力者のように振る舞っていたが、実は全能の神の忠実な部下だった。
右手の爪から放射状に破壊光線を発射するサターン鉄の爪、眼から放つ光線 サターン眼力光、杖から放つ渦巻状熱線 地獄の剣といった技を操る。空間転移も可能。
帝国の乗っ取りを狙うヘドリアン女王の目論みを看破するが、イナズマギンガーとの一騎討ちに敗れる。
その後は亡霊として、最終回には「全能の神」の使いとして登場した。
デザインは野口竜が担当。デザインは『スター・ウォーズ』にインスパイアを受けている。
全能の神
第48 - 50話に登場。ブラックマグマの真の支配者。「黒い太陽神」とも呼ばれる。容器に入った人間の脳のような外見をしている。
エネルギー光波で一度死亡した者を実体として復活させ、操ることができる。設備を復元する自己再生能力や、脳から熱線を発する能力も持つ。脳自体は脆い。
最終話では、美佐を人質に嵐山長官に敗北宣言を迫る。正体が何であるかは最後まで明かされなかった。
デザインは野口竜が担当。

ヘドリアン女王
第5 - 50話に登場。かつてデンジマンと戦ったベーダー一族の女王。
北極の氷の中で眠っていたが、第5話でメカ心臓を移植され機械人間として蘇生。人類征服のため共通の敵となるサンバルカンを倒すべく、ブラックマグマと手を組んだ。

デザインは野口竜が担当。

アマゾンキラー
第23話より登場した、ベーダー一族の行動隊長で「銀河無宿」を名乗り、前作に登場したベーダーの幹部・ヘドラー将軍とも互角以上の実力の持ち主とされる。ヘドリアン女王に招かれ、ブラックマグマに参入した。
ヘドリアン女王には絶対服従で、女王も彼女には全幅の信頼を寄せている。
常に「です、ます」調で話す、丁寧な言葉遣いが特徴。爆死したゼロワンに替わりゼロガールズを率いて前線の指揮を執る。
ゼロガールズ同様、変装が得意で、浅川霧子、マダム・キーラーと名乗ったこともある。
諜報活動はお手の物で、バルカンベースやロケット発射基地の破壊工作を成功させた他、自身もゼロガールズたちや多数の戦闘員相手に素手で圧倒したばかりで無く、サンバルカンをまとめて相手にできるほど戦闘力が非常に高く、組織への貢献度は抜群である。
終盤、ヘドリアン女王とともに機械帝国の乗っ取りを画策するが、全能の神の策謀でヘドリアン女王から野心を疑われた揚句、サンバルカンとの決戦では孤立無援の戦いを強いられる破目となった。
サンバルカンを単独で相手にして堂々と戦ったが、3人のコンビネーションに力及ばず敗れ、バルイーグルに全能の神の居場所を告げると、自分の短剣で自らを刺し貫き、自害して果てた。その敵ながら勇敢な戦いぶりに対し、サンバルカンの3人は敬礼して、最高の敬意を示した。
主武器は光線を放つ短剣で短剣を掌に突き立てるポーズで起こす怪光線が得意技。目から放つ熱線や兜の角からの電撃も強力。その眼光を豹の父からは「蛇の目」と形容された。
デザインは久保宗雄が担当。SF・ファンタジー分野のイラストレーターフランク・フラゼッタによる古代の女戦士がイメージされている。デザイン段階で配役が決定していたため、賀川ゆき絵が過去に演じた東映版『スパイダーマン』のアマゾネスでの改善点が意識されている。

ゼロガールズ
スパイ活動を担当する女性型のメカ人間の女性指揮官。
4人1組（ゼロワン、ゼロツー、ゼロスリー、ゼロフォー）で行動していたが、第22話でゼロワンは死亡。以後はアマゾンキラーの指揮下に入る。
イナズマギンガーの登場後はヘルサターン総統がヘドリアン女王、アマゾンキラーと対立すると総統 最後の盾として、存在感を再び示す。
ゼロワン
ゼロガールズのリーダー。作戦の陣頭指揮を取ることが多い。衣裳は赤を基調としている。
変装が得意で、武器は投げナイフ、刀、火薬玉、マシンガン、風船爆弾など。
第1話ではサンバルカンになる3人を殺害するために行動していた。第22話で独断でサンバルカンたちを追ったために洞窟の落盤に巻き込まれ死亡。
デザインは野口竜が担当。
ゼロツー
衣裳は黒褐色の豹柄メッシュを基調としている。ゼロワンの死亡後はゼロガールズのリーダーとなった。
マシンの扱いに長け、武器は尖ったカード。
デザインは野口竜が担当。デザインでは衣装の脇から脚にかけての模様は地肌を露出させることを想定していた。
ゼロスリー
衣裳は緑を基調としている。
肉弾戦に長け、普段からタカ派。武器はサイ。
デザインは野口竜が担当。
ゼロフォー
衣裳は紫を基調としている。
通信や索敵を得意とし、武器はヨーヨー。
デザインは野口竜が担当。

イナズマギンガー
第45 - 49話に登場。利害が合えば手を組む相手も状況によっては平気で裏切る油断ならぬ野心家。
かつてアマゾンキラーと組んで宇宙海賊をしていた銀河無敵の電気男で銀河連邦警察に追われ、地球に逃げ込んできた無法者。
剣と盾による接近戦やバイクの操縦も得意。
両肩のイナズマキャノン、腰部に携帯する二丁拳銃、腹部からのイナズマチェーン、瞬間移動、バルカンボールも破壊する頭部からのイナズマ光線、剣から落雷を発生させるスーパーサンダー、空中回転蹴りのギンガーキック、5秒間だけニューバルカンボールも防ぐイナズマバリアー、腹部からの必殺爆弾アンドロメダボールと多才な技を持つ強敵。
策略家としても優れ、アマゾンキラーとはイナズマ信号で連絡を取る。
ブラックマグマ、ベーダー一族に対しては第三勢力として、三つ巴の争いを繰り広げるが全能の神の怒りに触れて、機械生命体 イナズマモンガーに改造された。
サンバルカンと対決するも敗北・戦死した。敗死の際には因縁浅からぬ仲だったアマゾンキラーも哀悼の言葉を贈った。
デザインは野口竜が担当。

機械生命体 / モンガー
ブラックマグマの尖兵（序盤では用心棒的存在）として送り込まれる、作戦遂行用の怪人。
機械元素体と動植物の生命などを合成させて作られ、名前は全て「○○モンガー」となっている。
基本的に性格は獰猛であり、作戦を忠実に遂行できる程度の知能はあるが、中には作戦遂行よりも破壊そのものを好む者もいる。
鉄の爪からの指令電波を受けると体内の歯車が高速回転して装置が起動。「大モンガー!」または「巨大モンガー!」と叫びながら巨大化する。基本的に大ダメージを受けると巨大化するが戦略上、必要な場合はいきなり巨大化できる。
物語の前半では「機械生命体」と呼ばれ、後半では「モンガー」と呼ばれていた。

ダークQ
ブラックマグマのスパイ用機械人間。後述のマシンマンと同じく量産されるが厳しい訓練で選別されるため、実際に活躍する数は少ない。
人工皮膚を被り、人間の社会に潜り込み、人間と変わらない暮らしを営みながら諜報活動や破壊工作を行う。
メカ人間は組立工場で製造されるが厳しいテストをくぐり抜けて生き残った者だけがダークQとしての任務を与えられる。ダークQが製造されるまでの過程が第9話で示唆されている。
運動神経、性癖、仕草や身体的特徴までが本物の人間そっくりにコピーされ、簡単には見破れない。特殊素材ミエナインでコーティングされれば、バルカンアイの透視能力でも見破れない。
両目からの光線や腕の小型マシンガンなどが武器だが、戦闘力は低い。
自爆装置が内蔵されており、太陽戦隊の基地に潜入したこともあるが、この時は嵐山長官に正体を見破られ、基地の防衛システムの働きで外へ放り出されて爆発・消滅した。
任務に失敗したダークQは死刑にされ、後任のダークQが派遣されるシステムになっている。中には人間と一緒に生活するうちに人間と同じ感情を持ち、任務に背いたダークQがいたが、これも問答無用で爆殺処分された。
アマゾンキラーの参入以降はストーリーの単純化のため使われなくなった。
ダークQのマスクは後にメタルヒーローシリーズでアンドロイドの素体として利用された 。

マシンマン
ブラックマグマの機械兵士。工場で大量生産されている。
戦闘からダークQの製造の補助まで、幅広い任務をこなす。武器は三叉の剣やマシンガン。
指揮するモンガーの特性に合わせて訓練された者たちもいる。機械にもかかわらず居眠りをすることがある。
ダークQを製造する時などに白衣やマスクを着用している。そのため、全話を通して、白衣やマスクを着用していることが多い。
デザインは野口竜が担当。顔の模様はブラックマグマのシンボルマークと同一である。

### ブラックマグマの戦力
要塞 鉄の爪
北極に存在するブラックマグマの拠点。掌の円形部分は自衛用の熱線を放射、ヘルファイター発進口ともなっている。
要塞内に瞬間移動装置を備えており、人員の各地への移動に用いる。
デザインは野口竜が担当。デザインはヘルサターン総統の手首を模している。
ヘルファイター
ブラックマグマの紋章を象った小型戦闘機。武器は6門のレーザー砲。最高速度はマッハ2。マシンマンが操縦する。
キングマグマー
最終回で本拠地の北極に攻め込んできたサンバルカンに対抗するため、全能の神が要塞 鉄の爪内部の機材を結集・合成させて造り出した巨大ロボット。
武装はハンマー、鎖鉄球、右腕のミサイル、冷凍ガス、レーザー。
ゼロガールズが操縦して、日食で無力化したサンバルカンロボを氷漬けにして破壊寸前に追い込むまで善戦するが、あと一息のところで日食が終わり、オーロラが発生してしまったことで逆転され、オーロラプラズマ返しでゼロガールズと共に破壊された。
デザインは野口竜が担当。上半身は機械生命体製造マシンがモチーフ。

## キャスト

### バルイーグルの交代に関して
バルイーグルの交代劇については、杉も川崎の交代劇は突然だったと証言しており、川崎の降板は共演者たちはおろか、当人も台本を手にするまで知らず驚いていたという。
プロデューサーの鈴木武幸は「毎週 1話完結で、敵も味方も変化がないのはもう古い」と考えており、このリーダー交代劇を番組強化策の最たるものとして挙げている。

### レギュラー・準レギュラー
- 大鷲龍介 / バルイーグル - 川崎龍介（第1 - 23話）
- 飛羽高之 / バルイーグル[注釈 41] - 五代高之（第23 - 50話）
- 鮫島欣也 / バルシャーク - 杉欣也
- 豹朝夫 / バルパンサー - 小林朝夫
- 嵐山美佐 - 根本由美
- 嵐山長官 - 岸田森
- 坂井次郎 - 武田弘樹
- 秋野正男 - 伊藤巧実
- 小川まり - 山口由美
- 松田エミ - 村尾由紀子（第23 - 50話）
- 松田ルミ - 富岡香織（第23 - 50話）
- 矢沢助八 - 山田隆夫（第23 - 50話）
- ゼロワン - 北川たか子（第1 - 22話）
- ゼロツー - 東まり子
- ゼロスリー - 宇田川由紀
- ゼロフォー - 高島敏子（第1 - 4話）、 広京子（第5 - 50話）
- ヘドリアン女王 - 曽我町子（第4 - 50話）
- アマゾンキラー - 賀川雪絵（第23 - 50話）

### 声の出演
※ナレーター以外は全てノンクレジット。
- ヘルサターン総統 - 飯塚昭三[88]
- シーシー - 江川菜子
- 黒い太陽神 - 大宮悌二（第5話）
- サンバルカンロボ - 蟹江栄司[89]
- 全能の神 - 柴田秀勝（第48 - 50話）
- イナズマギンガー - 渡部猛（第45 - 49話）
- ナレーター - 大平透

### ゲスト出演者
参照東映スーパー戦隊大全 2003
- 影山令子 - 彩瀬晶子（第1話）
- 少女 - 小林綾子（第1話）
- 滝本所長 - 長沢大（第2話）
- 女ダークQ - 宗方奈美（第4話）
- 山本愛子 - 松香ふたみ（第5話）
- 野村高子 - 池ヶ谷和美（第5話）
- 高瀬秀一 - 春田純一（第7話）
- 高瀬監督 - 寺島達夫（第7話）
- 千恵子 - 増田めぐみ（第7話）
- 洋品店の女店員 - 川村繁代（第8話）
- 小坂教授 - 富岡浩太郎（第9話）
- 小坂智子 - 三好美智子（第9話）
- 小坂浩一 - 加瀬悦孝（第9話）
- 大木俊子 - 志茂由佳（第10話）
- 蜘蛛五郎 - 岡本美登（第10話）
- 上村博士 - 牧田正嗣（第11話）
- 上村ユミ - 片岡みえ（第11話）
- シャドーX[注釈 42] - 上田耕一（第12話）
- アルバート総長 - ラセム・ワハフ（第14話）
- ミルズ捜査官 - クリスチャン・ハース（第14話）
- 村井達夫 / 村井達之進 / 村井達五郎 - 高橋淳（3役）（第15話）
- 大村先生 - 鹿沼えり（第16話）
- 倉田 - 田島真吾（第17話）
- 安原誠 - 高橋利道（第18話）
- 流隼人 - 益田哲夫（第18話）[注釈 43]
- 小田聖子 - 鈴木ゆかり（第18話）
- 中尾博士 - 原口剛（第19話）
- 中尾宏 - 仲田勇（第19話）
- 鮫島勝 - 三須志雄（第20話）
- 村上波子 - 幡野芳美（第21話）
- 村上ひろし - 斎藤浩一（第21話）
- 二ノ宮ひろみ - 塩月徳子（第22話）
- 倉田支配人 - 秦幸志（第24話）
- 嵐山森蔵 - 岸田森（第24話）
- 黒服の男 - 岡本美登（第25話）
- 松原忍 - 柿崎澄子（第25話）
- 松原健太 - 吉野広司（第25話）
- 松原正助 - 西尾徳（第25話）
- 松原春子 - 中真千子（第25話）
- 砂村春子 - 藤山律子（第26話）
- 人形劇団員 - 伊倉一恵（第27話）
- 患者 - 森篤夫（第27話）
- 五木三郎 - 秋原充（第30話）
- 五木小百合 - 戸田真理（第30話）
- 五木徳三郎 - 増田順司（第30話）
- 五木とめ - 板倉加代子（第30話）
- 小林修 - 富士圭一（第31話）
- 小林勇吉 - 住吉道博（第31話）
- 青柳大介 - 野内俊司（第32話）
- 青柳勇介 - 斎藤喜幸（第32話）
- 太田和子 - 高橋みどり（第33話）
- 太田由紀 - 原和美（第33話）
- ジャンヌ・ダルクの亡霊 - 藤枝亜弥（第34話）
- ビリー・ザ・キッドの亡霊 - 高橋利通（第34話）
- ドラキュラ伯爵の亡霊 - 新堀和男（第34話）
- ゆかり - 後藤いずみ（第34話）
- 内藤安夫 - 青木英隆（第35話）
- 北沢日見子 - 三原順子（第36・37話）
- 北沢加美子 - 木本恵（第36・37話）
- 洋介 - 船引秀秋（第36・37話）
- オカルト・ジョー - 斎藤等（第36話）
- 豹朝太郎 - 小林亜星（第38話）
- 川村みどり - 叶和貴子（第39話）
- 兼太 - 大原和彦（第39話）
- 鉄男 - 佐藤美樹晴（第40話）
- 林田サユリ - 新井備子（第40話）
- 純一 - 斎藤雅晴（第41話）
- 春野かおり - 関谷ますみ（第41話）
- 浅田和夫 - 福原時浩（第42話）
- 明 - 倉形敏正（第43話）
- 山根淳一 - 飯田道郎（第44話）

### スーツアクター
バルシャークのスーツアクターを務めた柴原孝典によれば、アクション部はスタッフ同様おなじみの面子だったという。撮影早々にバルイーグルのスーツアクターの新堀が腕を骨折するアクシデントが発生し、初期は前出の柴原や岡本美登、春田純一らが代役を務めた。柴原は本作品が、初めて最初からレギュラーを務めた作品だったうえに、主役のイーグルを代演、なおかつ、自分の代わりのシャーク役には、既に俳優としての地歩を築きはじめていた大葉健二がやってきたため、緊張の余り、シャークのアクションについてうまく説明できなかったと回想している。
前作でダイデンジン役を務めた日下秀昭は、本作品でも引き続きサンバルカンロボ役を務めたほかヘルサターン総統役も担当し、以後のシリーズでも戦隊ロボ役と敵首領役を兼ねることが多くなった。
怪人役の竹田道弘は、前作『デンジマン』でマットなしでの飛び降りを成功させたことから、本作品では怪人の飛び降りを多く任されるようになった。劇場版では、体型が全く違うにもかかわらず主演の五代高之の吹き替えでヘリコプターからの飛び降りを務めた。
- バルイーグル[7][94] - 新堀和男
- バルイーグル（代役）[90] - 益田哲夫
- バルイーグル（代役）[90] - 鈴木玄秀
- バルイーグル（第3 - 10話）[7] - 岡本美登
- バルシャーク[出典 51]、バルイーグル（第1 - 2話名乗り[90]、トランポリン代役[95]） - 柴原孝典
- バルシャーク（第1 - 2話名乗り）[90] - 大葉健二
- バルシャーク（第30,39話）[96] - 渡洋史
- バルパンサー[7][94] - 伊藤久二康
- サンバルカンロボ[出典 52]、ヘルサターン総統[出典 52] - 日下秀昭
- イナズマギンガー[94]、バルイーグル（第3 - 10話）[97] - 春田純一
- モンガー[98] - 山田一善
- モンガー[98]、イナズマギンガー（初期）[98] - 山口仁
- モンガー[98][93] - 竹田道弘
- マシンマン[98]、モンガー（第45話ほか）[98] - 辻井啓伺
- マシンマン[99] - 卯木浩二
- その他 - 城谷光俊[100]

## スタッフ
メインライターは5作続けて上原正三が担当。
演出陣では、当時の戦隊最多演出監督でシリーズの基礎を作り上げた竹本弘一が、パイロット作品4本を撮影したのち体調不良により降板。竹本の特撮作品における演出は本作品が最後となった。以降は前作から続投の小林義明、服部和史、平山公夫に加えて、円谷作品で実績のあった東条昭平が『ウルトラマン80』の終了に伴い、演出陣に新たに加わっている。東條は、『ミラーマン』などで旧知であった特撮監督の矢島信男から東映プロデューサーの吉川進を紹介され、竹本の降板も重なり参加することとなったという。また同時期の『仮面ライダースーパー1』が終了に伴い終盤にて山田稔が復帰しそのまま最終回を担当している。
東映プロデューサーは吉川に加え、『超力戦隊オーレンジャー』まで15年連続でかかわることになる鈴木武幸が初めて戦隊シリーズに参加。
- 原作 - 八手三郎
- 連載 - テレビマガジン、てれびくん、テレビランド、冒険王
- 脚本 - 上原正三、曽田博久、高久進、酒井あきよし、松下幹夫、筒井ともみ
- 音楽 - 渡辺宙明
- 技斗 - 山岡淳二、横山稔（ジャパンアクションクラブ）
- 監督 - 竹本弘一、小林義明、服部和史、東條昭平、平山公夫、奥中惇夫、加島昭、山田稔
- 撮影 - 石橋英敏、加藤弘章、高岩震
- 照明 - 中川勇雄、斉藤久、石垣敏雄
- 美術 - 森田ふみよし、野本幸男
- キャラクターデザイン - 野口竜、久保宗雄、渡部昌彦、島野公、品田冬樹
- 録音 - 上出栄二郎
- 効果 - 阿部作二→大泉音映
- 選曲 - 石川孝
- 編集 - 伊吹勝雄、山口一喜
- 進行 - 小原武羅夫、奈良場稔、桐山勝、小迫進
- 計測 - 黒須健雄、内田正司
- 記録 - 伊藤明子、石川和枝、浅井ひろ子、福島勇子
- 助監督 - 加島忠義、小中肇、坂本太郎、三ツ村鐵治
- 製作担当 - 佐々木丸正
- 装置 - 東映美術センター
- 操演 - 船越幹雄
- 美粧 - 太陽かつら→サン・メイク
- 衣裳 - 鷹志衣裳
- 装飾 - 装美社
- 企画協力 - 企画者104
- キャラクター制作 - エキスプロダクション、レインボー造型企画
- 視覚効果 - デン・フィルム・エフェクト
- 合成 - チャンネル16
- 音楽制作 - あんだんて
- 現像 - 東映化学
- 車輌制作 - 十和モータース
- 撮影協力 - 群馬サファリワールド、リステル浜名湖
- オートバイ協力 - 鈴木自動車
- 車輌協力 - 無限オートセルス
- 特撮 - 特撮研究所
  - 操演 - 鈴木昶
  - 美術 - 大澤哲三
  - 撮影 - 高橋政千
  - 照明 - 日出明義
- 特撮監督 - 矢島信男
- プロデューサー - 碓氷夕焼（テレビ朝日）、吉川進・鈴木武幸（東映）
- 制作 - テレビ朝日、東映、東映エージエンシー

## 音楽
本作品の主題歌・挿入歌全14曲は、すべて山川啓介が作詞、渡辺宙明が作曲を担当。
音盤ソフトとしては放送当時、コロムビアのラインナップに「音楽集」の発売日を含めた販売予告がされたが、特に理由も説明されないまま発売中止となった。劇伴はその後番組終了から10余年を経て、「放送当時に予告されながら発売されなかった幻の音楽集」と銘打って1996年に商品化され、2005年にも再発売された。
主題歌
オープニングテーマ「太陽戦隊サンバルカン」
作詞：山川啓介 / 作曲・編曲：渡辺宙明 / 歌：串田アキラ、こおろぎ'73
フルサイズ、テレビサイズともにボーカルのテイクが異なる2バージョンが存在しており、歌い方が力強いバージョンが商品化されている。
もう一方の歌い方が静かなバージョンは、作中で使用されている。テレビサイズは第8話まで静かなバージョン。また、たいらいさおによるカバー・バージョンも存在する。
第1 - 16、18 - 29、31、33、35 - 50話では挿入歌として使用された。
エンディングテーマ
「若さはプラズマ」（第1 - 33話）
作詞：山川啓介 / 作曲・編曲：渡辺宙明 / 歌：串田アキラ、こおろぎ'73
第1、2、5、6、17、21、26、32、50話では挿入歌として使用された。
「1たす2たすサンバルカン」（第34 - 50話）
作詞：山川啓介 / 作曲・編曲：渡辺宙明 / 歌：串田アキラ、コロムビアゆりかご会
第34話でエンディングが変更になって以降も、第40話まではオープニングの主題歌クレジットが更新されず、以前のエンディング曲名が誤って表示されていた。
第46話では挿入歌として使用された。

挿入歌
「たたかいのテーマ」（第14、17、18、22、27 - 29、40、44、46、48話）
作詞：山川啓介 / 作曲・編曲：渡辺宙明 / 歌：串田アキラ、こおろぎ'73
「君はパンサー」（第38話）
作詞：山川啓介 / 作曲：渡辺宙明 / 編曲：いちひさし / 歌：水木一郎
「輝け！サンバルカン」（第16、19、30 - 32、35、43話）
作詞：山川啓介 / 作曲・編曲：渡辺宙明 / 歌：水木一郎、こおろぎ'73、コロムビアゆりかご会
第16話・第19話・第35話ではこの曲に合わせて「サンバルカン体操」を踊るシーンが挿入されている。振り付けは技斗の山岡淳二が担当した。
- 書籍『スーパー戦隊 Official Mook 21世紀 vol.4 特捜戦隊デカレンジャー』では、これをシリーズで初の本格的なダンスと位置づけている。

「スーパーウーマンゼロガールズ」（第10、12話）
作詞：山川啓介 / 作曲：渡辺宙明 / 編曲：いちひさし / 歌：かおりくみこ
「ファイト！サンバルカンロボ」（第7 - 10、14、15、18 - 21、23、24、26話）
作詞：山川啓介 / 作曲：渡辺宙明 / 編曲：いちひさし / 歌：串田アキラ、こおろぎ'73
『非公認戦隊アキバレンジャー シーズン痛』の第2痛のEDでは横山優子（荻野可鈴）が本曲をカバーしている。
「夢の翼を」（第20話）
作詞：山川啓介 / 作曲：渡辺宙明 / 編曲：いちひさし / 歌：串田アキラ
『百獣戦隊ガオレンジャーVSスーパー戦隊』では、「剣の戦士」紹介時の挿入歌として使用されている。
「海が呼んでいる」（第9話）
作詞：山川啓介 / 作曲・編曲：渡辺宙明 / 歌：水木一郎
「太陽マーチ」（第20、21話）
作詞：山川啓介 / 作曲：渡辺宙明 / 編曲：いちひさし / 歌：水木一郎、こおろぎ'73、ザ・チャープス
最終話ではインストゥルメンタル版が使用された。
「ぼくらのサンバルカン」（第3、5、6、8、10、11、15、19、27話）
作詞：山川啓介 / 作曲：渡辺宙明 / 編曲：いちひさし / 歌：串田アキラ、こおろぎ'73、コロムビアゆりかご会
「あしたがあるさ」（未使用）
作詞：山川啓介 / 作曲・編曲：渡辺宙明 / 歌：水木一郎
「戦う仲間サンバルカン」（第34、36、42、49話）
作詞：山川啓介 / 作曲・編曲：渡辺宙明 / 歌：串田アキラ、こおろぎ'73
「1たす2たすサンバルカン」(ED2) が発表されたのが主題歌・挿入歌LPの発売後だったため、同シングルのB面曲として「戦う仲間サンバルカン」が作られた。
他の挿入歌として、第6話で榊原郁恵の「ROBOT」が使用されている。

## 放送日程
36・37話のサブタイトルが通常より短いのは、人気アイドル・三原順子の出演を新聞のテレビ欄に記載する余地を確保するためであり、同話数はこうした手法の先駆けに当たる。
| 放送日         | 放送回 | サブタイトル        | 登場怪人 | 脚本         | 監督     |
| -------------- | ------ | ------------------- | --- | ------------ | -------- |
| 1981年02月07日 | 1      | 北極の機械帝国      | - ジムシモンガー（声 - 大宮悌二）                                                                                   | 上原正三     | 竹本弘一 |
| 2月14日        | 2      | 人類が消滅する日    | - シーラモンガー（声 - 依田英助）                                                                                   | 上原正三     | 竹本弘一 |
| 2月21日        | 3      | 日本に挑む鉄の爪    | - ナウマンモンガー（声 - 依田英助）                                                                                 | 上原正三     | 竹本弘一 |
| 2月28日        | 4      | 少年探偵とスパイ    | - トリモンガー（声 - 大宮悌二）                                                                                     | 上原正三     | 竹本弘一 |
| 3月07日        | 5      | 邪悪な太陽神        | - マジンモンガー（声 - 大宮悌二）                                                                                   | 上原正三     | 小林義明 |
| 3月14日        | 6      | 機械の支配する家    | - キカイモンガー（声 - 大宮悌二）                                                                                   | 上原正三     | 小林義明 |
| 3月21日        | 7      | 野獣バッターと涙    | - ヤキュウモンガー（声 - 依田英助） - 野獣化人間                                                                    | 上原正三     | 服部和史 |
| 3月28日        | 8      | 父が歌う手まり唄    | - ムゲンモンガー（声 - 依田英助）                                                                                   | 上原正三     | 服部和史 |
| 4月04日        | 9      | 怪物になったパパ    | - サソリモンガー（声 - 依田英助）                                                                                   | 上原正三     | 小林義明 |
| 4月11日        | 10     | 待ちぶせ毒ぐも館    | - クモモンガー（声 - 依田英助） - メカグモ                                                                          | 曽田博久     | 小林義明 |
| 4月18日        | 11     | 哀しみのメカ少女    | - シダモンガー（声 - 依田英助）                                                                                     | 曽田博久     | 東條昭平 |
| 4月25日        | 12     | ダイヤを食う女王    | - ダイヤモンガー（声 - 依田英助）                                                                                   | 上原正三     | 東條昭平 |
| 5月02日        | 13     | 生命を持つ黒い玉    | - アイアンモンガー（声 - 依田英助）                                                                                 | 上原正三     | 平山公夫 |
| 5月09日        | 14     | 地球が降伏する日    | - アルマジロモンガー（声 - 依田英助）                                                                               | 高久進       | 平山公夫 |
| 5月16日        | 15     | 女王の欲ばり踊り    | - タイムモンガー（声 - 依田英助）                                                                                   | 曽田博久     | 東條昭平 |
| 5月23日        | 16     | 悪魔が校庭を走る    | - トビバコモンガー（声 - 依田英助）                                                                                 | 上原正三     | 東條昭平 |
| 5月30日        | 17     | 怪談！お化けの谷    | - ガスモンガー（声 - 依田英助） - お化け軍団（ダークQ）                                                             | 曽田博久     | 小林義明 |
| 6月06日        | 18     | びっくり大スター    | - カメラモンガー（声 - 依田英助）                                                                                   | 上原正三     | 小林義明 |
| 6月13日        | 19     | 危険な100点少年     | - ガマモンガー（声 - 依田英助）                                                                                     | 曽田博久     | 服部和史 |
| 6月20日        | 20     | 機械レスラーの罠    | - レスラーモンガー（声 - 依田英助）                                                                                 | 上原正三     | 服部和史 |
| 6月27日        | 21     | 潮風がはこぶ愛      | - イソギンモンガー（声 - 依田英助）                                                                                 | 酒井あきよし | 東條昭平 |
| 7月04日        | 22     | 東京大パニック！    | - カブトガニモンガー（声 - 依田英助）                                                                               | 松下幹夫     | 東條昭平 |
| 7月11日        | 23     | 銀河魔境の女隊長    | - オオダコモンガー（声 - 依田英助）                                                                                 | 上原正三     | 平山公夫 |
| 7月18日        | 24     | 浜名湖のネッシー    | - タガメモンガー（声 - 依田英助）                                                                                   | 上原正三     | 平山公夫 |
| 8月01日        | 25     | ドッキリ海蛇の穴    | - ウミヘビモンガー（声 - 渡部猛）                                                                                   | 曽田博久     | 平山公夫 |
| 8月08日        | 26     | ハラペコ満腹料理    | - ハラペコモンガー（声 - 渡部猛）                                                                                   | 上原正三     | 平山公夫 |
| 8月15日        | 27     | 真夏の夜の大恐怖    | - エイリアンモンガー（声 - 依田英助） - 狼人間                                                                      | 上原正三     | 小林義明 |
| 8月22日        | 28     | 助八は敵か味方か    | - クリスタルモンガー（声 - 依田英助）                                                                               | 上原正三     | 東條昭平 |
| 8月29日        | 29     | 美剣士白バラ仮面    | - バラモンガー（人間態（赤バラの剣士） - 森永奈緒美、声 - 瀬能礼子）                                                | 曽田博久     | 東條昭平 |
| 9月05日        | 30     | 大暴れ夢の大怪獣    | - バッファローモンガー（声 - 依田英助）                                                                             | 上原正三     | 平山公夫 |
| 9月12日        | 31     | 大東京シビレ音頭    | - カミナリモンガー（声 - 依田英助）                                                                                 | 筒井ともみ   | 平山公夫 |
| 9月19日        | 32     | 顔泥棒を逮捕せよ    | - ペッタンモンガー（声 - 依田英助）                                                                                 | 曽田博久     | 小林義明 |
| 9月26日        | 33     | 憎いおしゃれ泥棒    | - カニモンガー（声 - 西尾徳）                                                                                       | 曽田博久     | 東條昭平 |
| 10月03日       | 34     | 呪われた亡霊たち    | - ノロイモンガー（声 - 依田英助） - 亡霊（ドラキュラ伯爵、ビリー・ザ・キッド、ジャンヌ・ダルク）                    | 筒井ともみ   | 東條昭平 |
| 10月10日       | 35     | 友達!? クカラッチャ | - ゴキブリモンガー（声 - 神山卓三）                                                                                 | 曽田博久     | 奥中惇夫 |
| 10月17日       | 36     | エスパー            | - サターンモンガー（声 - 依田英助）                                                                                 | 上原正三     | 奥中惇夫 |
| 10月24日       | 37     | 日見子よ            | - サターンモンガー（声 - 依田英助）                                                                                 | 上原正三     | 奥中惇夫 |
| 10月31日       | 38     | 豹朝夫のおやじ殿    | - トーテムポールモンガー（声 - 依田英助）                                                                           | 上原正三     | 加島昭   |
| 11月07日       | 39     | 尻もちおてんば娘    | - ムカデモンガー（声 - 依田英助） - メカ虫                                                                          | 筒井ともみ   | 服部和史 |
| 11月14日       | 40     | なかよし暗殺天使    | - コウモリモンガー（人間態（コウモリ魔人）、声 - 井上三千男） - コウモリ少年                                        | 曽田博久     | 服部和史 |
| 11月21日       | 41     | 七化けドロンパ狸    | - チャガマモンガー（声 - 神山卓三） - にせバルイーグル - にせバルシャーク - にせバルパンサー - にせヘルサターン総統 | 筒井ともみ   | 東條昭平 |
| 11月28日       | 42     | 寝坊少年の白昼夢    | - ドラゴンモンガー（声 - 依田英助）                                                                                 | 曽田博久     | 東條昭平 |
| 12月05日       | 43     | 君も天才になれる    | - メカメカモンガー（声 - 西尾徳）                                                                                   | 酒井あきよし | 加島昭   |
| 12月12日       | 44     | 大脱走・ヘリ爆破    | - ムササビモンガー（声 - 依田英助）                                                                                 | 筒井ともみ   | 服部和史 |
| 12月19日       | 45     | 銀河無敵の電気男    | - ボクサーモンガー（声 - 西尾徳）                                                                                   | 上原正三     | 山田稔   |
| 12月26日       | 46     | 女隊長の（秘）作戦  | - シノワナモンガー（声 - 依田英助）                                                                                 | 上原正三     | 山田稔   |
| 1982年01月09日 | 47     | 機械帝国の反乱      | - ファイターモンガー（声 - 西尾徳）                                                                                 | 上原正三     | 服部和史 |
| 1月16日        | 48     | 奪われた巨大空母    | - 全能の神 - ミイラモンガー（声 - 依田英助） - ヘルサターン総統（亡霊） - サムソンモンガーの設計図                  | 上原正三     | 山田稔   |
| 1月23日        | 49     | 女王最期の妖魔術    | - 全能の神 - イナズマモンガー（イナズマギンガー） - ヘルサターン総統（亡霊）                                        | 上原正三     | 山田稔   |
| 1月30日        | 50     | 輝け北極オーロラ    | - 全能の神 - キングマグマー - ヘルサターン総統（亡霊） - ヘドリアン女王（亡霊） - アマゾンキラー（亡霊）            | 上原正三     | 山田稔   |

## 放送局
- テレビ朝日：土曜 18:00 - 18:30
- 北海道テレビ
- 青森放送
- 秋田放送
- 山形放送：水曜 17:30 - 18:00[105]
- 東日本放送：土曜 18:00 - 18:30[106]
- 福島中央テレビ：火曜 17:00 - 17:30 （1981年8月25日まで）[107]
  - 福島放送：土曜 18:00 - 18:30 （1981年9月19日から）[注釈 51][108]
- 新潟放送：金曜 17:30 - 18:00[109]
- 山梨放送
- 北日本放送：月曜 17:00 - 17:30[110]
- 北陸放送：金曜 17:00 - 17:30[111]
- 福井テレビ：木曜 17:25 - 17:55[112]
- テレビ信州：土曜 18:00 - 18:30[113]
- 静岡けんみんテレビ
- 名古屋テレビ
- 朝日放送：金曜 17:30 - 18:00（6日遅れネット[注釈 52]）[114]
- 日本海テレビ
- 瀬戸内海放送
- 広島ホームテレビ
- テレビ山口
- 四国放送
- 愛媛放送
- テレビ高知
- 九州朝日放送
- 長崎放送
- テレビ熊本
- 宮崎放送：木曜 17:25 - 17:55[115]
- 鹿児島テレビ
- 琉球放送

## 他媒体展開

### 映像ソフト化
いずれも発売元は東映ビデオ。
- VHS（セル・レンタル共通）は1990年12月28日から1992年11月25日にかけて全8巻がリリースされた。各巻3話収録で、第24話までがソフト化された。
- DVDは2005年11月21日から2006年3月21日にかけて全5巻がリリースされ、現在も発売されている。各巻2枚組で10話収録、初めての全話収録となった。またVol.1には初回生産分限定で全巻収納BOXが付属した。
- 2021年4月14日発売の『スーパー戦隊一挙見Blu-ray 1975 - 1981』に計6話[注釈 53]が収録されている[116]。
- 劇場版はDVD「スーパー戦隊 THE MOVIE BOX」（2003年7月21日発売）[117]、「スーパー戦隊 THE MOVIE Vol.2」（2004年7月21日発売）、「スーパー戦隊 THE MOVIE Blu-ray BOX 1976-1995」（2011年6月21日発売）に収録されている。

### CS放送・ネット配信
CS放送
- 東映チャンネル
  - 2001年8月 - 2002年2月（「GO!GO!ヒーローズ」枠）
  - 2003年4月 - 9月（「アンコールアワー」枠）
  - 2023年4月 - 10月（「スーパー戦隊ワールド」枠）
  - 2023年10月 - 2024年4月
  - 2024年2月 - 8月
  - 2024年10月 - 2025年3月

ネット配信
- 東映特撮 YouTube Official
  - 2012年11月12日 - 2013年5月5日
  - 2016年12月17日 - 2017年6月3日
  - 2024年12月3日 - 2025年5月20日

### 他テレビシリーズ
『海賊戦隊ゴーカイジャー』
第1話などのレジェンド大戦のシーンにサンバルカン3人が登場するほか、ゴーカイジャーが食事をするシーンでサンバルカンの秘密基地への入り口でもあった「スナックサファリ」が登場する。
ゴーカイジャーの二段変身としても登場。第49、51話では、二代目バルイーグルこと飛羽高之が登場。

### 映画作品
『太陽戦隊サンバルカン』
1981年7月18日公開。東映まんがまつりの一編として公開された。上映時間29分。
- 脚本：上原正三
- 特撮監督：矢島信男
- 監督：東條昭平
- 登場怪人：ハナビモンガー（声：依田英助）

バルイーグルが2代目となっていることから、時系列的には23話以降の話である。
撮影も第23話・第24話と並行していた。監督の東條は、東映出身者ではない者が監督を務めることに不満を感じる関係者もいたと述べている。
『ゴーカイジャー ゴセイジャー スーパー戦隊199ヒーロー大決戦』
冒頭のレジェンド大戦のシーンにサンバルカン3人が登場するほか、黒十字王が悪用した力としても登場する。
『海賊戦隊ゴーカイジャー THE MOVIE 空飛ぶ幽霊船』
合体戦闘員を構成する存在としてマシンマンが登場。
『仮面ライダー×スーパー戦隊 スーパーヒーロー大戦』
スーパー戦隊シリーズと仮面ライダーシリーズのクロスオーバー作品で、サンバルカンの3人が登場。
『機界戦隊ゼンカイジャー THE MOVIE 赤い戦い! オール戦隊大集会!!』
『機界戦隊ゼンカイジャー』の劇場作品。バルイーグルが登場。

### オリジナルビデオ
『百獣戦隊ガオレンジャーVSスーパー戦隊』
終盤、歴代レッドが集まるシーンにバルイーグルが登場。
『轟轟戦隊ボウケンジャーVSスーパー戦隊』
アカレッドの力の源として歴代レッドが映るシーンにバルイーグルが登場。

### 漫画
- テレビランド（徳間書店） - 作画：細井雄二
- テレビマガジン（講談社）- 作画：津原義明
- てれびくん（小学館）- 作画：シュガー佐藤
- 冒険王（秋田書店）- 作画：大谷章